# Джейн Ейр (мінісеріал, 2006)
Джейн Ейр (англ. Jane Eyre) — мінісеріал 2006 року, екранізація однойменного роману англійської письменниці Шарлотти Бронте. Головні ролі виконали Рут Вілсон і Тобі Стівенс. Прем'єра відбулася у Великій Британії 24 вересня 2004 року на каналі BBC.

## Сюжет

### 1 серія
Перша серія розповідає про долю сироти Джейн Ейр від дитинства до того, як вона після 8 років навчання в Ловудській школі влаштовується працювати гувернанткою в маєтку Торнфілд-голл. Із часом вона знайомиться з містером Рочестером. Однієї ночі трапляється пожежа й Джейн рятує життя хазяїну.

### 2 серія
Джейн підозрює, що ліжко містера Рочестера підпалила дивна служниця Грейс Пул і містер Рочестер підтримує цю здогадку. 
Містер Рочестер запрошує до Торнфілду своїх друзів-аристократів, що зверхньо ставляться до Джейн Ейр. Він також запрошує циганку, яка видає себе за провидицю. До маєтку приїздить містер Мейсон, що представляється знайомим містера Рочестера. 
Гості Торнфілду вночі чують крик й сприймають його як доказ існування привида. Джейн з острахом розглядає страшну картину, що висить на стіні маєтку. Тоді вона дізнається, що містера Мейсона покусали в груди.

### 3 серія
Джейн отримає листа, що її тітка помирає, тому залишає Торнфілд на кілька тижнів.Місіс Рід перед смертю розповідає Джейн, що в неї є ще один дядько, що мріяв вдочерити її. Прислузі в будинку, що знала Джейн ще з дитинства, дівчина розповідає про те, що має в Торнфілді друга - споріднену душу, що розуміє її з півслова - містера Рочестера.
Повернувшись до Торнфілду, вона дізнається, що планується весілля містера Рочестера й Бланш Інгрем, аристократичної красуні. Під час прогулянки Джейн повідомляє містеру Рочестеру, що сумуватиме за Торнфілдом, тому що тут до неї ставилися як до рівної. Тоді містер Рочестер зізнається, що кохає не міс Бланш, а її й пропонує їй свою руку. Починається злива й вони тікають до маєтку. Блискавка влучає в великий дуб у саду, що ніби пророкує драматичні події майбутнього.
Місіс Фейрфакс попереджає Джейн, щоб вона не квапилася з висновками, та щаслива дівчина готується до власного весілля.
Напередодні вона бачить поганий сон, що відкриває перед нею ілюзорність почуттів містера Рочестера. Прокинувшись, вона бачить перед собою жіночу фігуру й порвану фату.
Містер Рочестер заспокоює її й веде до вінця. Церемонію перериває містер Мейсон - він розповідає, що містер Рочестер вже одружений з його божевільною сестрою, яку переховують у Північній вежі Торнфілду. Джейн тікає з маєтку.

### Серія 4
Коли гроші дівчини закінчуються, її висаджують посеред дороги. Кілька днів вона ночує просто неба, голодує. Коли Ейр була готова віддати душу богові, вона раптом потрапляє в будинок Діани, Мері та їхнього брата-пастора Сент-Джона. Джейн не розповідає їм про свою долю й після одужання влаштовується вчителькою в місцеву школу для дівчаток. Сент-Джон віддає всі свої сили пасторству й не бажає помічати красуні, що закохана в нього. Джейн намагається переконати його в тому, що людина має право на взаємне почуття.
Сент-Джон дізнається правду про дівчину, що живе в будинку Діани й Мері. Він є двоюрідним братом Джейн. Їхній дядько нещодавно помер і залишив Джейн спадок у 20 000. Попри палкий характер Джейн, Сент-Джон пропонує їй стати його дружиною й разом із ним зайнятися місіонерством. Роздумуючи над цією пропозицією, Джейн чує, як містер Рочестер кличе її. 
Вона поспішає повернутися до Торнфілд-холлу, та застає маєток зруйнованим. Після того, як вона втекла містер Рочестер звільнив усю прислугу, а однієї ночі божевільна місіс Рочестер влаштувала пожежу й стрибнула з даху. Намагаючись її врятувати Містер Рочестер втратив зір.
Джейн знаходить свого коханого. Містер Рочестер не вірить своєму щастю.Щоб відвернути його від сумних думок, щодо сліпоти, Джейн розповідає своєму ревнивому господарю про те, як стала незалежною жінкою завдяки спадку дядька, як провела рік в товаристві Сент-Джона. Джейн погодилася стати другом, сиділкою для містера Рочестера, та він попросив її стати його дружиною.
У фінальній сцені містер Рочестер із дружиною, двома дітьми й прислугою позують для портрету перед їхнім будинком.

## У головних ролях
- Рут Вілсон - Джейн Ейр;
- Тобі Стівенс - Едвард Фейрвакс Рочестер;
- Лоррейн Ешборн - Місіс Фейрфакс;
- Пем Ферріс - Грейс Пул;
- Козіма Літлвуд - Адель;
- Ейдан МакАрдл - Джон Ештон - лікар, що гостював у Торнфілд-голлі;
- Тара Фітцджеральд - Місіс Рід;
- Деніел Піррі - Річард Мейсон - брат місіс Рочестер;
- Крістіна Коул - Бланш Інгрем;
- Джорджі Генлі - Джейн Ейр у дитинстві;
- Франческа Анніс - леді Інгрем.

## Нагороди
- Британська академія телебачення і кіномистецтва
  - Перемога - Найкращий грим і зачіски - Енн Олдгем
  - Номінації - Найкраща акторка (Рут Вілсон), найкраща телевізійна музика (Роб Лейн), найкращий дизайн (Гренвілл Гомер)[2]